# Матриця виграшів
Ма́триця ви́грашів — матриця строками якої є стратегії першого гравця в грі з двома учасниками, стовпцями — стратегії другого гравця, а елемент на перетині строки і стовпця — виграш гравця в ситуації, утвореній відповідними стратегіями. При описанні матричної гри вказується лише матриця виграшів першого гравця.